# Jean Shafiroff
Jean Shafiroff es filántropa, autora, defensora y miembro de la alta sociedad estadounidense. Presta servicio en múltiples juntas filantrópicas nacionales y regionales, y es embajadora y portavoz del Programa COVID-19 de Alimentos para Animales Hambrientos de la Sociedad Humanitaria Estadounidense. Es presentadora del programa de televisión "Successful Philanthropy" “Filantropía exitosa” de  LTV.

## Primeros años
Jean Shafiroff, cuyo nombre de soltera es Jean Lutri, creció en Nueva York. Sus padres son Placido Lutri, expresidente de música y director de bandas del distrito para escuelas de Levittown, y Rose Lutri, pintora y exdiseñadora textil. Se graduó en la Escuela Secundaria Diocesana de la Sagrada Trinidad en Hicksville, Nueva York, en 1972.
Recibió una Licenciatura en Ciencias de Fisioterapia del Colegio de Médicos y Cirujanos de la Universidad de Columbia, y una Maestría en Administración de Empresas de la Escuela de Negocios de Columbia.

## Carrera
Tras finalizar sus estudios de licenciatura, Shafiroff se empleó como fisioterapeuta en el Hospital St. Luke’s de la ciudad de Nueva York. Posteriormente trabajó en finanzas públicas y en asociaciones privadas de Wall Street, incluido un puesto en el departamento de finanzas corporativas del banco de inversiones L.F. Rothschild, Unterberg, Towbin.

### Filantropía
Shafiroff ha sido fideicomisaria de la Junta Judía de Servicios para Familias y Niños (JBFCS) desde 1992 y se desempeñó como miembro de la junta de la Liga de Asesoría Juvenil, una división de JBFCS, de 1998 a 2009. Entre 2005 y 2020 ocupó el cargo de copresidenta del consejo de la Fundación Caritativa del Club de tenis y playa de Southampton, y de 2001 a 2004 fue miembro de su junta directiva.
En 2010 Shafiroff se incorporó a la junta del Consejo de Alta Costura, que financia el museo del Instituto de Tecnología de la Moda (FIT). En abril de 2012 fue designada miembro de la junta directiva de la Sociedad del Patrimonio Francés. Más tarde ese mismo año, fue incorporada a la junta de la Fundación de la Mujer de Nueva York, tras haber organizado para la fundación en los cuatro años anteriores el almuerzo anual de recaudación de fondos. Es miembro honoraria de la junta directiva del Refugio de Animales de Southampton.
Shafiroff es conocida por “su liderazgo en la recaudación de fondos para el Hospital de Southampton” y es integrante de la junta de la Asociación de Hospitales de Southampton. En 2010, 2011 y 2013 presidió la gala anual de verano de recaudación de fondos del hospital. Shafiroff ha presidido otras galas y eventos de recaudación de fondos, incluidas la Gala del Bicentenario de la Sociedad Misionera de Nueva York, la Gala Solar One y la Gala de la American Cancer Society  en la Ciudad de Nueva York, en tres ocasiones. Shafiroff también ha organizado y presidido almuerzos de alto perfil para organizaciones caritativas.
En octubre de 2014 Shafiroff fue designada en la junta directiva de la Sociedad Misionera de la Ciudad de Nueva York, una organización sin fines de lucro dedicada a ayudar a familias en los barrios indigentes de dicha ciudad. Actualmente se desempeña como miembro de la junta directiva de la Fundación de la Mujer de Nueva York y de la Sociedad Humanitaria Estadounidense. En 2017, se unió a la junta directiva del grupo de rescate de animales, Global Strays, y en 2020 presidió el Baile de Ópera de Viena en Nueva York. En 2022, Shafiroff fue nombrada “First Lady of Philanthropy of New York” “Primera Dama de la Filantropía de Nueva York” por Rebecca Seawright, en nombre de la Asamblea del Estado de Nueva York. En noviembre de 2022, el 117º Congreso de los Estados Unidos reconoció a Jean por su trabajo en filantropía a través de la Representante de los Estados Unidos Carolyn Maloney de Nueva York, incluidos los honores de la Sociedad del Patrimonio Francés.

### Escritura
En marzo de 2016 Shafiroff escribió Successful Philanthropy: How to Make a Life by What You Give “Filantropía exitosa: Cómo vivir una buena vida con lo que das”. El libro narra las experiencias de Shafiroff como filántropa y la manera de involucrarse en obras de caridad. Incluye una introducción de Georgina Bloomberg. Es columnista habitual de revista Social Life.
- Successful Philanthropy: How to Make a Life by What You Give ‘‘Filantropía exitosa: Cómo vivir una buena vida con lo que das’’ (2016) ISBN 1578266173

## Reconocimiento
Shafiroff fue homenajeada por la Fundación Ellen Hermanson y por Cirujanos de la Esperanza en mayo y junio de 2014, respectivamente. También fue homenajeada y recibió el Premio Madeleine Borg al Servicio Vitalicio, así como el Premio Dina Merrill al Servicio Público de la Sociedad Misionera de Nueva York en 2014. En junio de 2016, recibió el Premio Persona Humanitaria con Corazón de la Asociación Cardíaca Estadounidense. Ese mismo año, fue honrada en la gala Sabor de la Esperanza de la Sociedad Estadounidense del Cáncer.
Shafiroff ha sido nombrada por la revista ‘‘Gotham’’ como uno de los "100 Most Powerful New Yorkers" “100 neoyorquinos más poderosos” y en 2012 fue incluida en la “Lista de las personas mejor vestidas” publicada por la revista ‘‘Hamptons’’. En 2018, la revista Avenue la nombró en su lista anual Power Elite y la Delegación Pionera de Hadassah la nombró “Mujer del Año”. También en 2018 fue designada "The First Lady of Philanthropy" “Primera Dama de la Filantropía” por las revistas Hello y ¡Hola!. En 2019, Shafiroff fue homenajeada en la gala del Hospital Stony Brook Southampton.

## Vida personal
En 1982 Shafiroff contrajo matrimonio con Martin D. Shafiroff, director general de Barclays.